# Детская академия ФК «Кайрат» имени С. П. Квочкина
«Детская академия ФК «Кайрат» им. С. П. Квочкина» — алматинская футбольная детско-юношеская спортивная школа. Академия названа в честь выдающегося игрока алматинского «Кайрата» — Квочкина Сергея Прокопьевича. В академии обучаются дети с 8 до 13 лет.

## История

### Учебно-тренировочная база ФК «Кайрат»
Футбольный клуб «Кайрат» являлся футбольным флагманом советского Казахстана. Для него на окраине столицы республики была построена учебно-тренировочная база. С 2000-х годов клуб находился в кризисе, что стало следствием разделения клуба на «Кайрат» и «ЦСКА-Кайрат». Таким образом, существующие проблемы не позволяли серьёзно заниматься развитием клубной инфраструктуры, состояние которой оставляло желать лучшего.

### Реконструкция
После приобретения контрольного пакета акций ФК «Кайрат» компанией КазРосГаз в 2011 году была поставлена цель создать единую клубную инфраструктуру. Она должна включать в себя подготовку молодых футболистов с раннего возраста и переход на комплектацию команды воспитанниками футбольного клуба. Для этих целей была разработана программа развития клубной инфраструктуры, которая включала в себя создание детской и юношеской академии, а также строительство новой учебно-тренировочной базы для основного состава.
В 2012 году были снесены здания УТБ «Кайрат». Началось строительство новых зданий на территории объекта и реновация футбольных полей.
В начале 2013 года были готовы здания, оставалось их техническое оснащение и завершение работ с крытым футбольным полем.

### Детская академия
1 июля 2013 года состоялось официальное открытие академии. Гостями церемонии стали аким Алма-Аты Ахметжан Есимов, главный тренер клуба Владимир Вайсс, игроки и ветераны «Кайрата».
1 июня 2014 года детской академии было присвоено имя выдающегося игрока алматинского «Кайрата» — Квочкина Сергея Прокопьевича. С 1986 года он занимался обучением молодых футболистов вплоть до своей кончины в 2007 году.

## Инфраструктура
Детская академия располагает полем с натуральным покрытием, полем с искусственным покрытием, гимнастическим залом, офисом для администрации и тренеров, медицинским блоком и конференц-залом.

## Товарищеские матчи
В 2011 году в рамках подготовки к турнирам состоялась игра с молодёжной сборной Казахстана, которая завершилась вничью.
| Кайрат | 2:2 | Молодёжная сборная Казахстана |
| ------ | --- | ----------------------------- |
|        |     |                               |